# Phyllodonta timareta
Phyllodonta timareta är en fjärilsart som beskrevs av Druce 1898. Phyllodonta timareta ingår i släktet Phyllodonta och familjen mätare. Inga underarter finns listade i Catalogue of Life.